# ミクロライオン

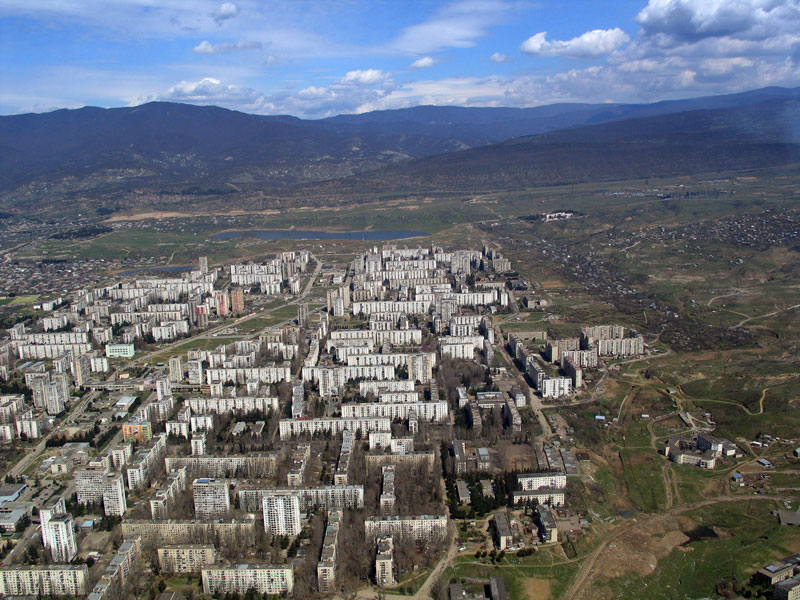
グルジア・トビリシの典型的ミクロライオン

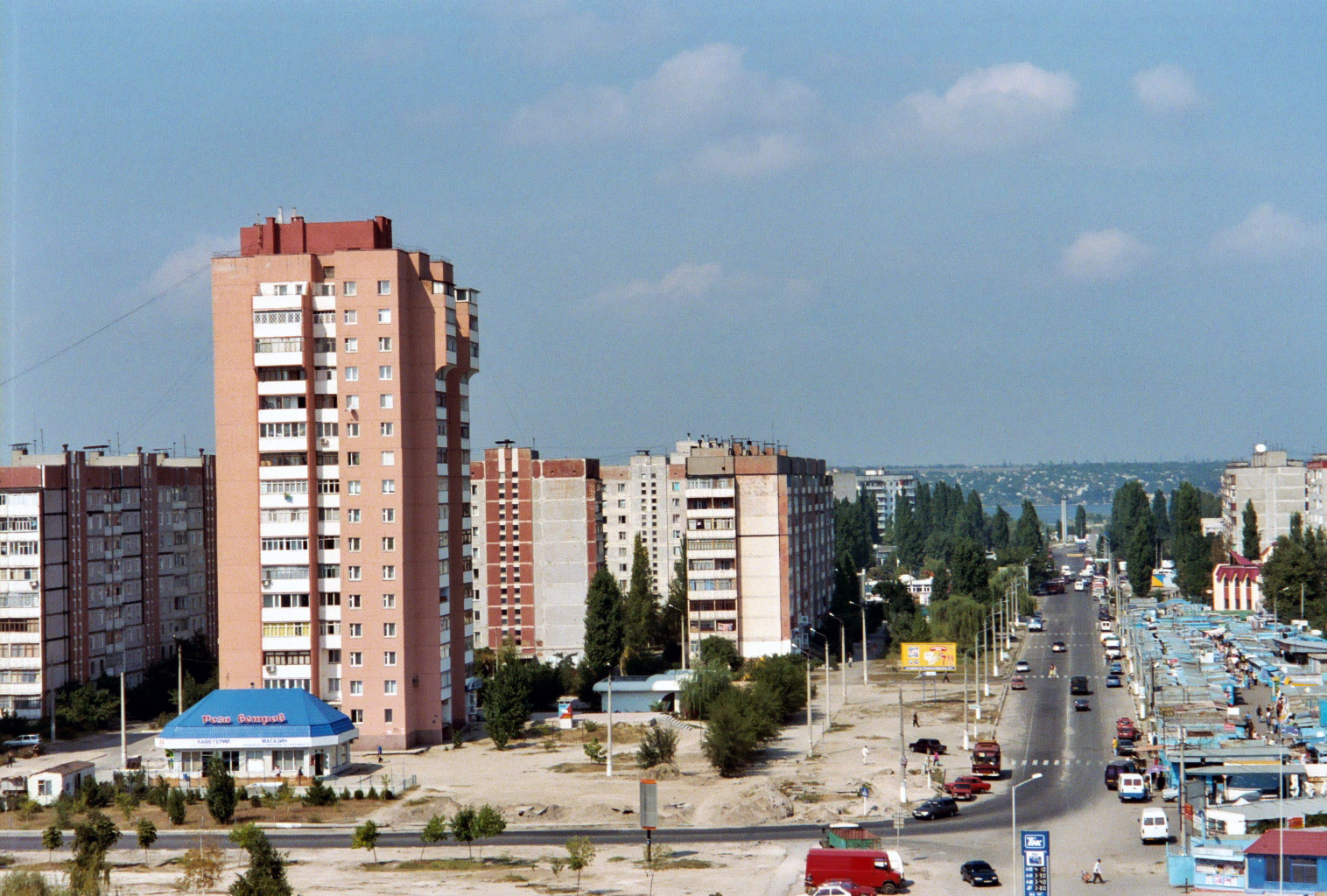
ウクライナ・ムィコラーイウのナミウ（Namyv）小区

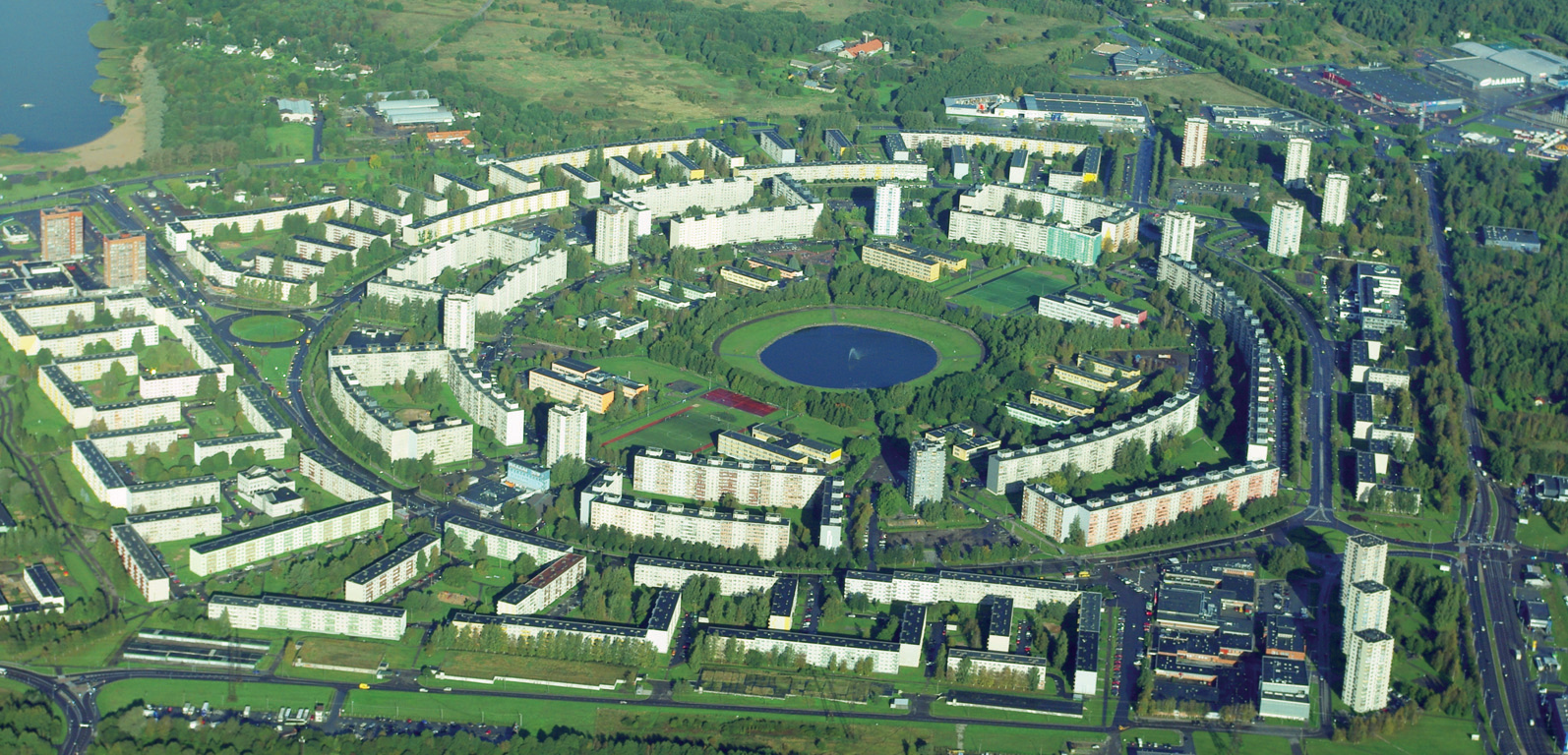
エストニア・タリンのVäike-Õismäeの空撮写真

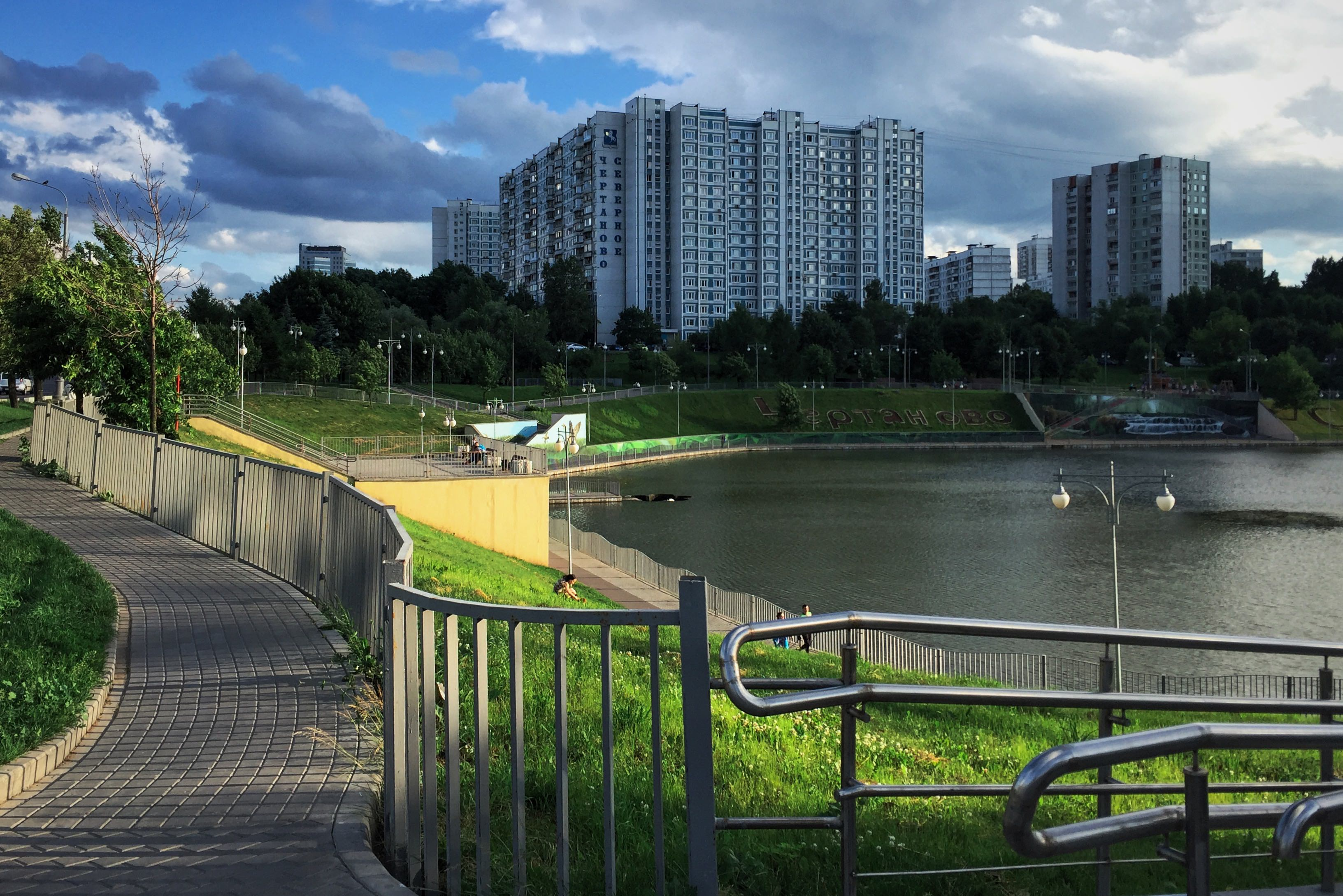
ロシア・モスクワのChertanovo Severnoye District

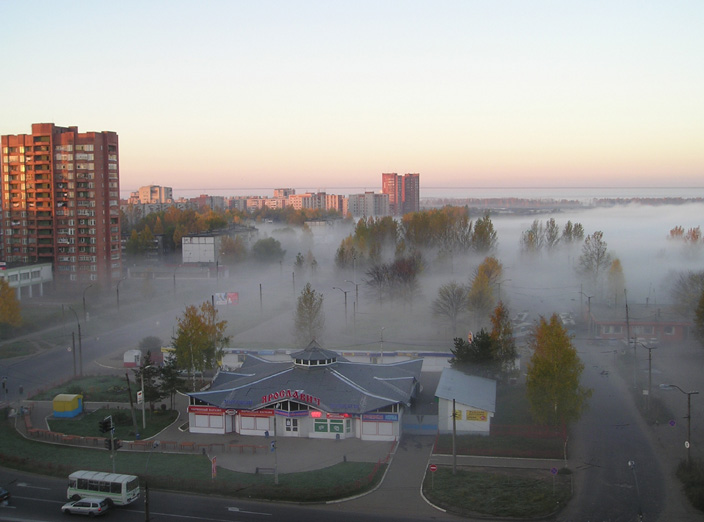
ロシア・ヤロスラヴリのブラギノ（Bragino）小区

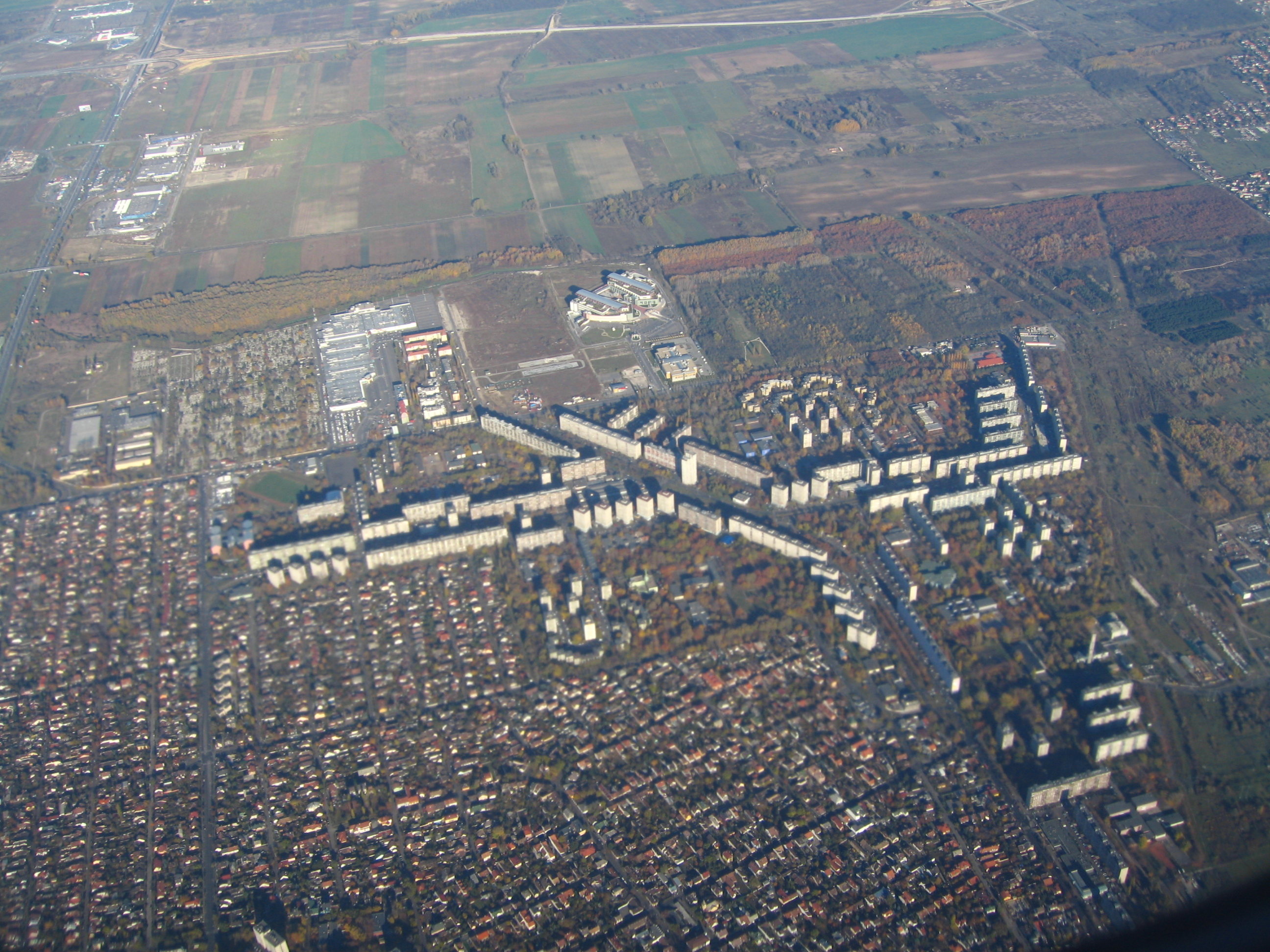
ハンガリー・ブダペストのÚjpalota

ミクロライオン (ロシア語: микрорайо́н、ウクライナ語: мікрорайо́н、中国語: 小区、ドイツ語: Wohnkomplex)は、ソビエト連邦および一部の旧ソ連諸国、旧社会主義国における住宅地開発の基本単位である。これは、計画的に設計された居住区であり、都市や町の住宅エリアの主要な構成要素として機能する。ソビエト時代には、多くの都市でこの概念に基づいて住宅地が建設された。ミクロライオンは通常、学校、保育園、商業施設、公園、医療機関などの生活インフラを備えており、住民が徒歩圏内で基本的な生活を営めるように設計されていた。現在でもロシアや旧ソ連諸国の多くの都市で、このコンセプトに基づいた住宅地区が広く見られる。
ソビエト連邦の建築規則および規制によると、典型的なミクロライオンは10～60haの面積をカバーし、一部のケースでは最大80haに達することもあった。これらの区域には、主に多層の集合住宅と公共サービス施設が含まれていた。一般的な原則として、ミクロライオンの境界は、大規模な幹線道路、緑地帯、自然の障害物によって形成された。都市全体の道路建設および維持管理コストの削減を図るとともに公共交通機関の利用を重視しており、主要な幹線道路や通りがミクロライオン内を横断しないよう設計されていた。さらに、ミクロライオンへの出入口は、300m以内の間隔で配置されることが原則とされていた。
また、公共サービス施設（学校および未就学児施設を除く）へのアクセスは、すべての住宅から最長500m以内とすることが義務付けられていた。西側諸国とは異なり、ソビエト連邦では既存の住宅地や商業地区の再開発は行わず、新たなミクロライオンは常に都市の旧市街からさらに外側へと拡張される形で建設された。そのため、地域サービスの計画や、旧市街地への通勤・通学のための交通手段の確保が重要な課題であった。都市計画者の任務の一つは、公共施設をノルマに従って適切に配置し、ミクロライオン全体をカバーできるようにすることであった。典型的な公共サービス施設には、中等学校、未就学児向け施設（通常、幼稚園と託児所を兼ねていた）、食料品店、生活サービス店舗、食堂、クラブ、遊び場、建造物管理事務所、各種専門店があった。それぞれの施設の具体的な数は、距離要件やミクロライオンの人口密度に応じて決定され、一人当たりの基準に基づいて算出された。

## 歴史

### 1920－50年代
ミクロライオンという都市計画概念の歴史は、1920年代にまで遡る。この時期、ソビエト連邦は急速な都市化を経験していた。1920年代のソビエト都市計画思想のもとで、住宅、学校、商業施設、娯楽施設、緑地を備えたコンパクトな居住区が都市計画の実践において主流となり始めた。これらの居住区は、急速な都市拡張をより慎重かつ効率的に進められる手段として注目されたのである。また、こうした住宅団地は、集団社会を形成する機会とみなされ、新しい生活様式に適した環境を提供するものと考えられていた。
1930年代には、住宅団地の規模が拡大し、5～6haに及ぶようになった。住宅団地の建設システムは徐々に「街区」の概念に置き換えられていった。この街区には、一般に外周に沿って住宅が配置され、内部には住宅と公共施設が混在する形態をとっていた。しかしながら、こうした街区の規模は比較的コンパクトであったため、すべての公共サービスを各ブロック内で提供することは困難であった。そのため、学校、幼稚園、商店などは複数街区の住民を対象とすることが一般的であり、それら街区はしばしば幹線道路によって隔てられていた。さらに、街区のシステムは道路網の整備を必要とし、それに伴う維持・建設費の増大や公共交通機関の運営の複雑化を招いた。
1940年代から1950年代にかけて、街区の規模はさらに拡大し、グループ化が進められた。しかし、新しい建設は依然として過去数十年間の原則に基づいており、急増する住宅需要に対応しきれなかった。労働集約的な工業化が進むソ連では、より多くの労働者が必要とされたが、住宅供給の不足がその確保を困難にしていた。

### 1950－90年代
ソ連当局は1950年代半ばに都市計画の問題を再検討した。新しい都市計画の概念は、人口1万〜3万人の住居地域を基盤とし、その中に複数のミクロライオン（人口8,000〜1.2万人）を配置し、さらにそれぞれのミクロライオンが複数の住宅団地（人口1,000〜1,500人）から構成されるというものだった。大都市では、これらの居住地区が集まって 都市圏を形成し、その人口は最大で100万人 に達することもあった。
各ミクロライオンは、住民が日常的に必要とする施設を提供し、一方で需要の少ないサービスは住居地域単位で利用できるように設計されていた。このコンセプトを支えたのがソ連の建設業界の再編であり、特にパネル工法によるアパート建築の普及が大きな役割を果たした。これにより、建物の質はしばしば低かったものの、建設スピードが向上し、コストが削減され、大量生産が可能になった。この単純化され標準化された建設プロセスの結果、無機質な灰色の長方形アパートがソ連圏の都市に一様に広がる こととなった。こうした建築コストの大幅削減は、第二次世界大戦後のソ連で住宅不足が深刻化していたことによる必要性から生じたものだった。戦争によるインフラの破壊で、多くの主要都市が壊滅し、既存の建物の多くが居住不能となっていたためである。
このような無機質で反復的な環境に住むことの潜在的な結果についてのユーモラスな洞察は、高い人気を誇るモスフィルム製作の映画『運命の皮肉、あるいはいい湯を』（1976年）に見ることができる。

## 中華人民共和国

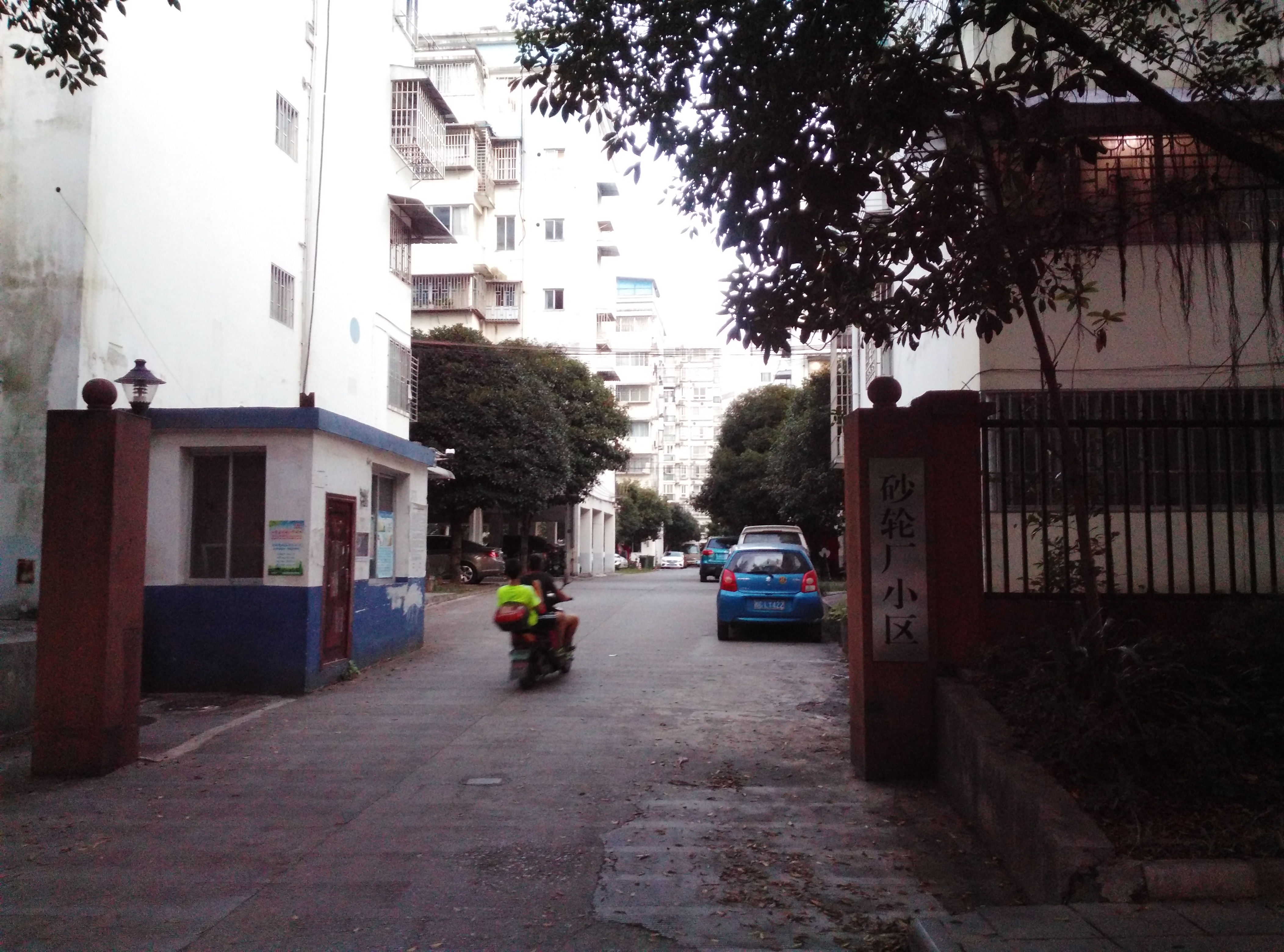
守衛室の置かれた小区の入口

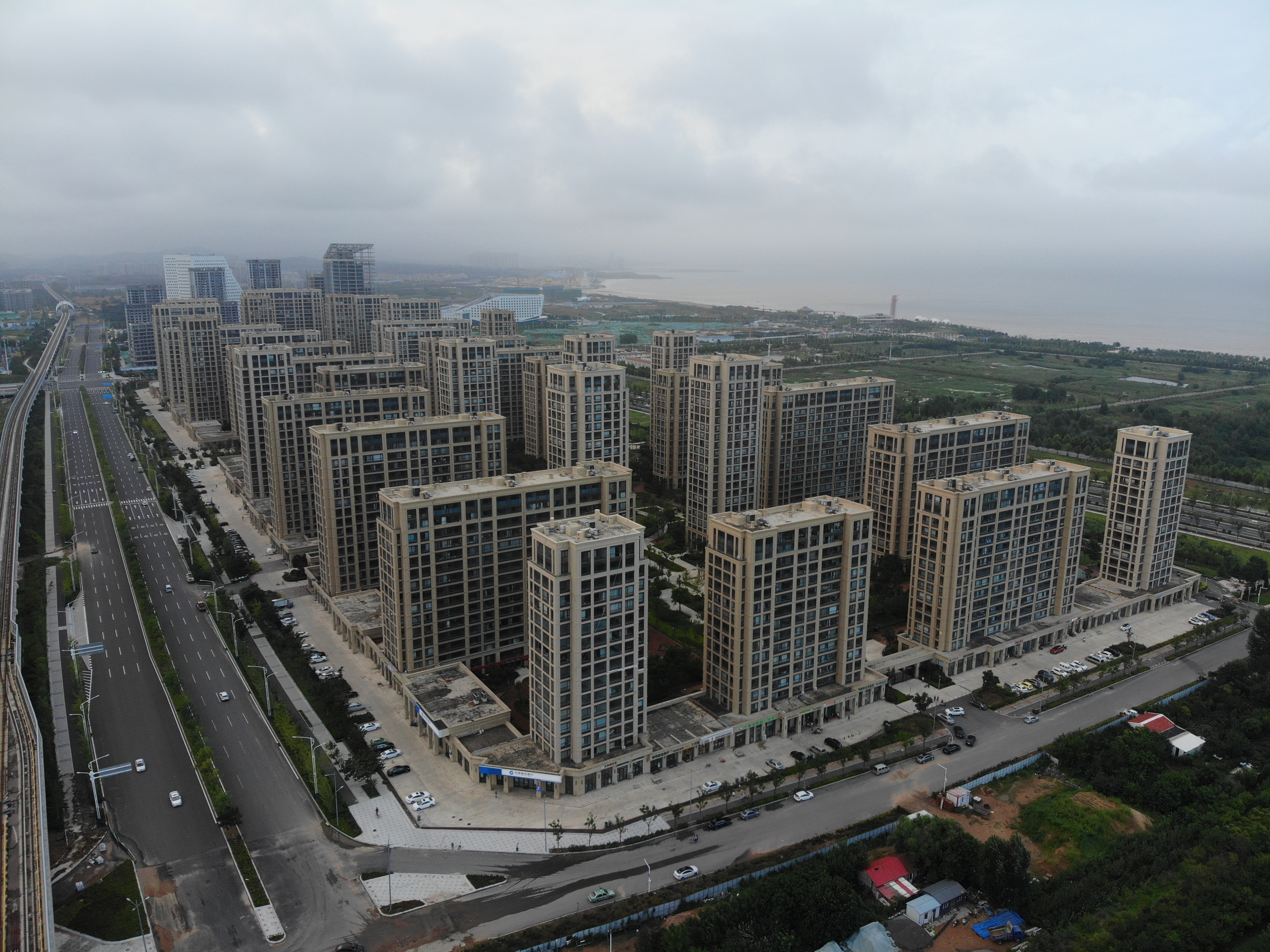
青島の現代的小区

中国では、このタイプの住宅地域は「小区」（拼音: xiǎoqū）と呼ばれている。1980年代に済南、天津、無錫で初めて建設され、改革開放に先立って登場したこれらの小区は、ソビエト連邦のミクロライオンのコンセプトに非常に似ており、中国における単位（拼音: dānwèi）の進化形と見なされている。小区もミクロライオンと同様、住民の間にコミュニティ意識を促進する役割も果たしている。
経済が商業用不動産開発業者に対してより開放されると、小区は近年においても引き続き建設され続けたが、贅沢さ、安全性、利用可能なサービスの差別化など、いくつかの点で進化した。これらのアパートは住民が所有しており、小区はしばしば壁で囲まれており、入り口のゲートには警備員が配置されていることが多い。また、小区には独自の政府代表者や管理人がいることもある。住民の数は小区の種類によって大きく異なることがあり、例えば北京郊外の天通苑には42万人の住民がいる一方で、他の小区は数百人の住民が住む一つの建物だけで構成されることもある。
2016年の国務院の指針では、小区内の私道の開放や、より小規模な小区の建設が求められ、都市におけるより細かな道路網の整備が目指されている。